# آدولف اولریک ورتمولر
آدولف اولریک ورتمولر (سوئدی: Adolf Ulrik Wertmüller; ۱۸ فوریهٔ ۱۷۵۱ – ۵ اکتبر ۱۸۱۱) نقاش اهل سوئد بود.
ورتمولر در استکهلم به دنیا آمد و قبل از اینکه در سال ۱۷۷۲ به پاریس نقل مکان کند تا زیر نظر پسر عمه‌اش الکساندر روسلین و نقاش فرانسوی ژوزف-ماری وین به تحصیل بپردازد، در خانه به تحصیل هنر پرداخت. وی در ۳۰ ژوئیه ۱۷۸۴ به عضویت آکادمی سلطنتی نقاشی و مجسمه‌سازی انتخاب شد.
ورتمولر برای اولین بار در ماه مه ۱۷۹۴ به ایالات متحده آمریکا مهاجرت کرد و به کار نقاشی ادامه داد، و در آن زمان پرتره‌ای از ژنرال جورج واشینگتن خلق کرد اما در سال ۱۷۹۶ به سوئد فراخوانده شد و در نهایت در سال ۱۸۰۰ به فیلادلفیا بازگشت.
ورتمولر در ۸ ژانویه ۱۸۰۱ با الیزابت هندرسون، نوه نقاش برجسته آمریکایی گوستاووس هسلیوس ازدواج کرد و دو سال بعد به مزرعه‌ای در کلیمونت، دلاویر بازنشسته شد و سال‌های پایانی زندگی خود را در آنجا گذراند. او در ۶۰ سالگی در نزدیکی مارکوس هوک، پنسیلوانیا درگذشت.

## نگارخانه

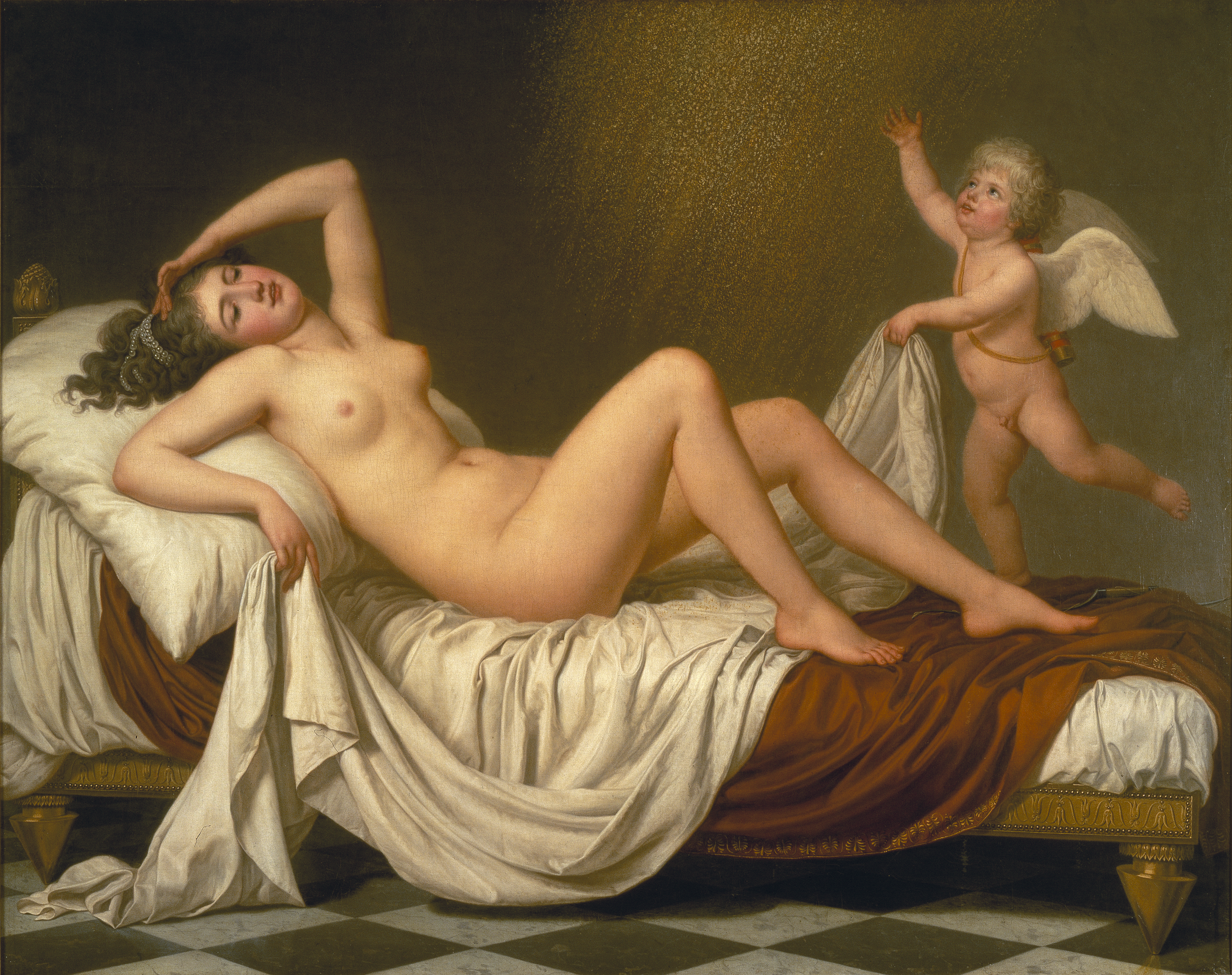
دانائه receiving ژوپیتر in a Shower of Gold (1787)
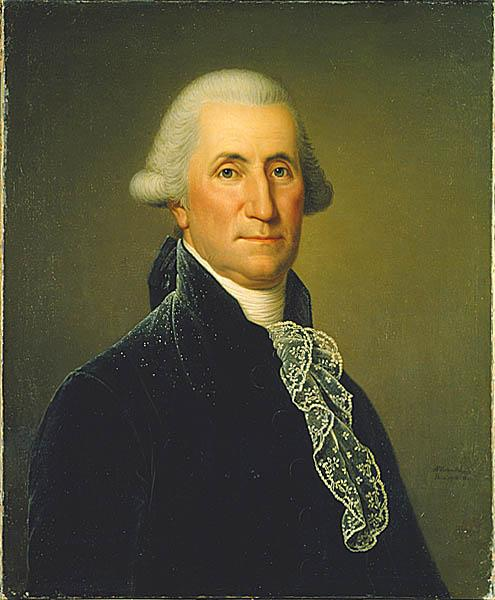
جورج واشینگتن
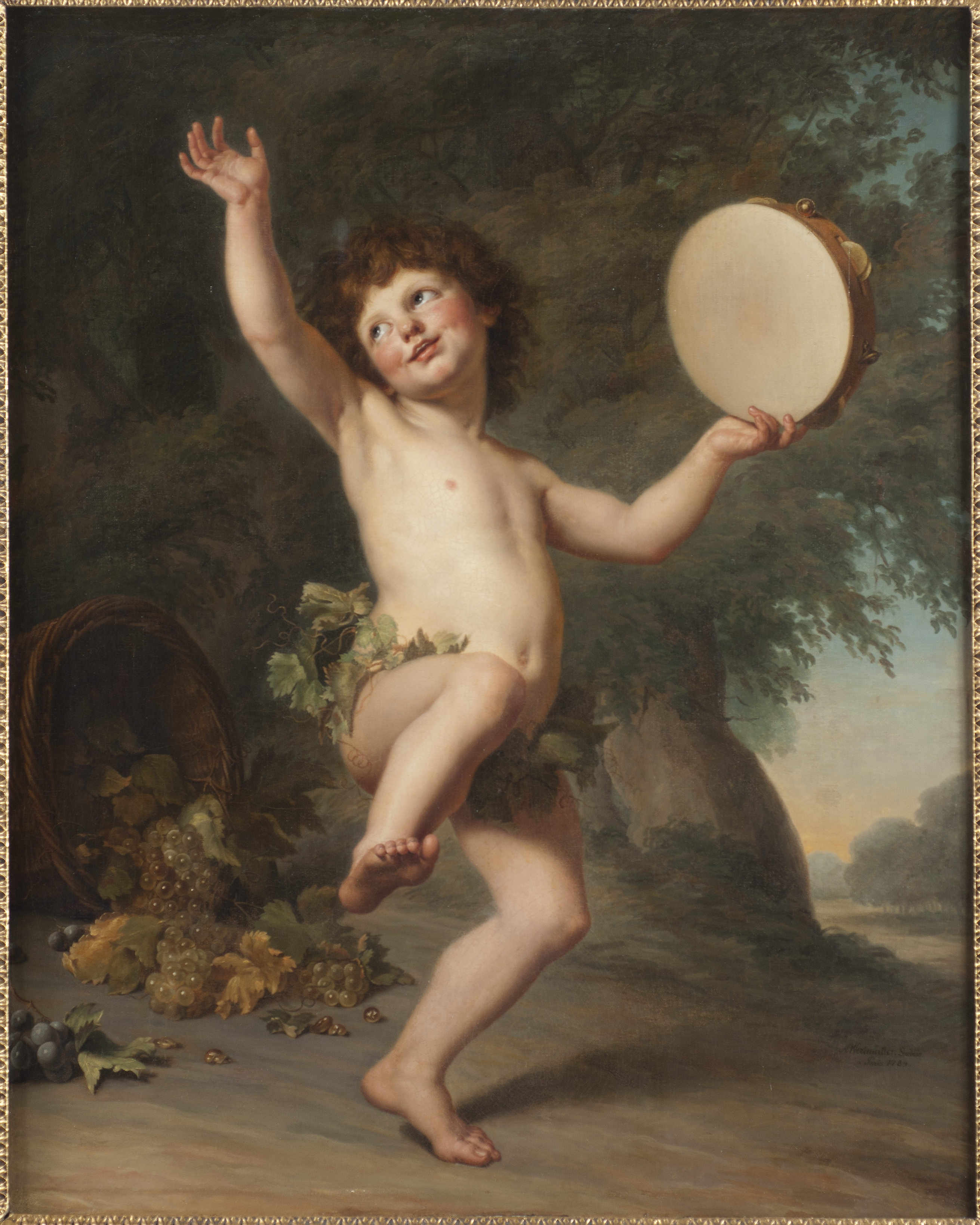
کوپیدو as دیونیسوس (1784)
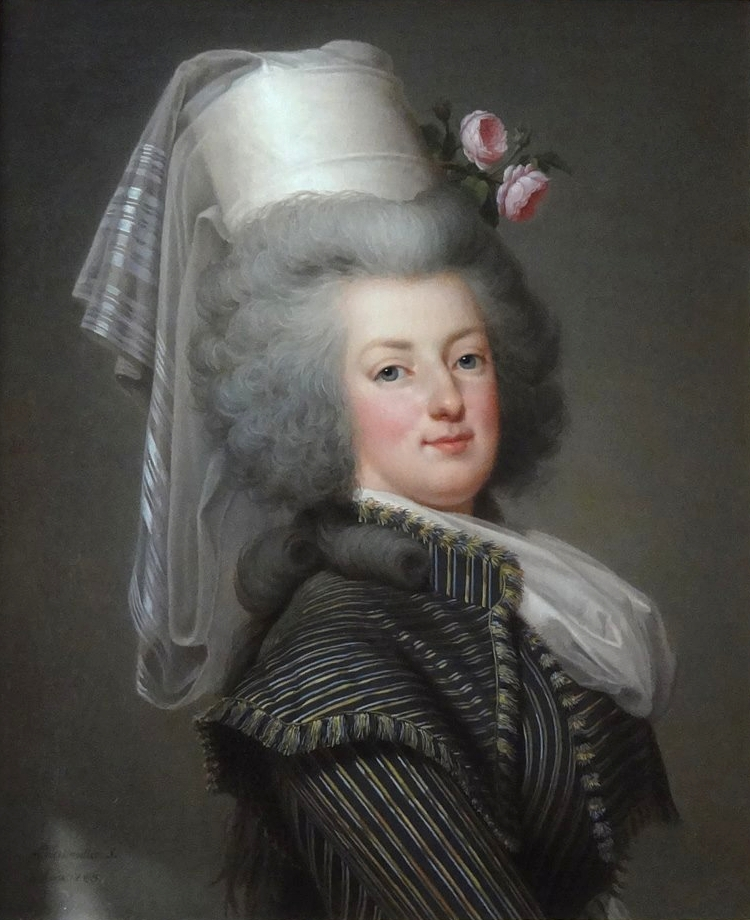
ماری آنتوانت در a hunting dress (1788)
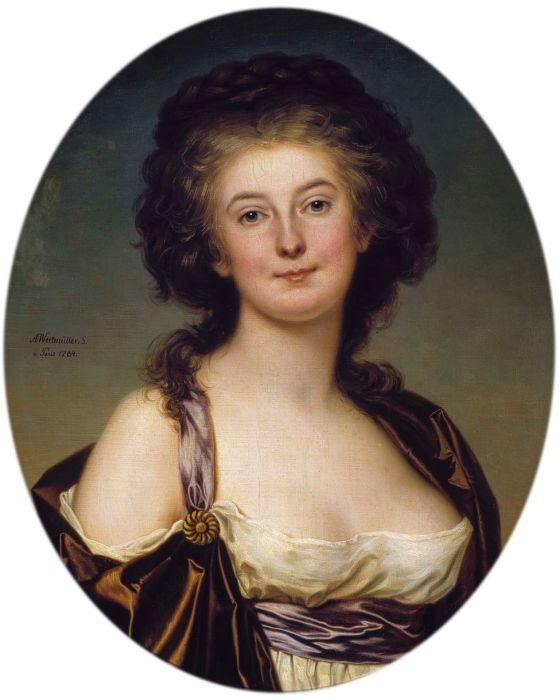
Charlotte Eckerman (1784)
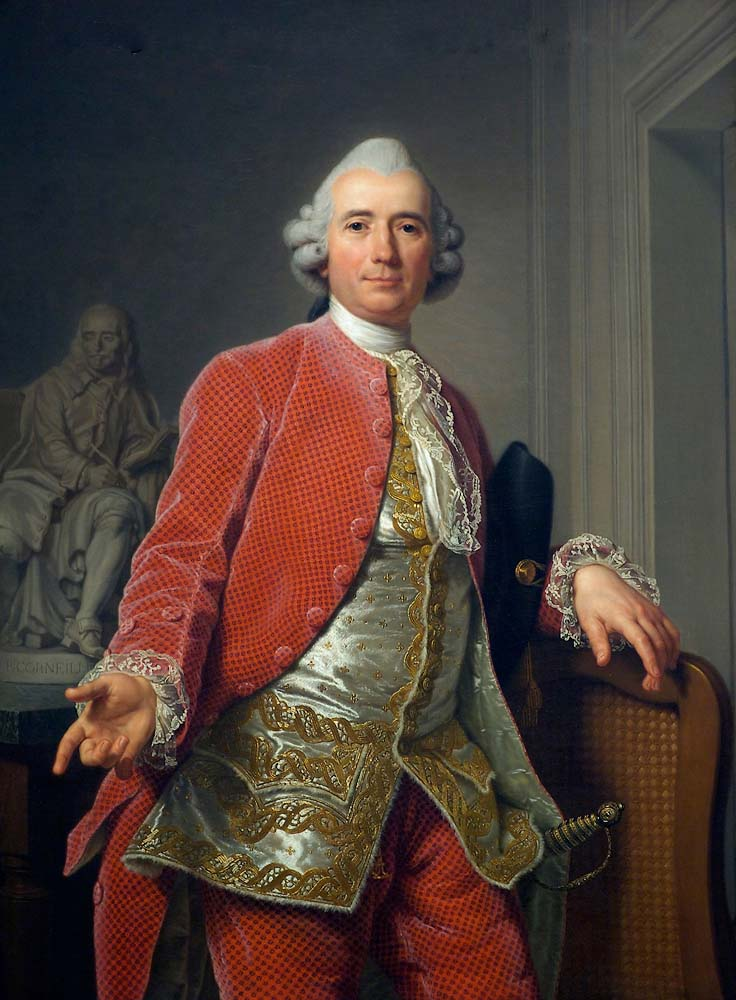
Jean-Jacques Caffieri (1784)
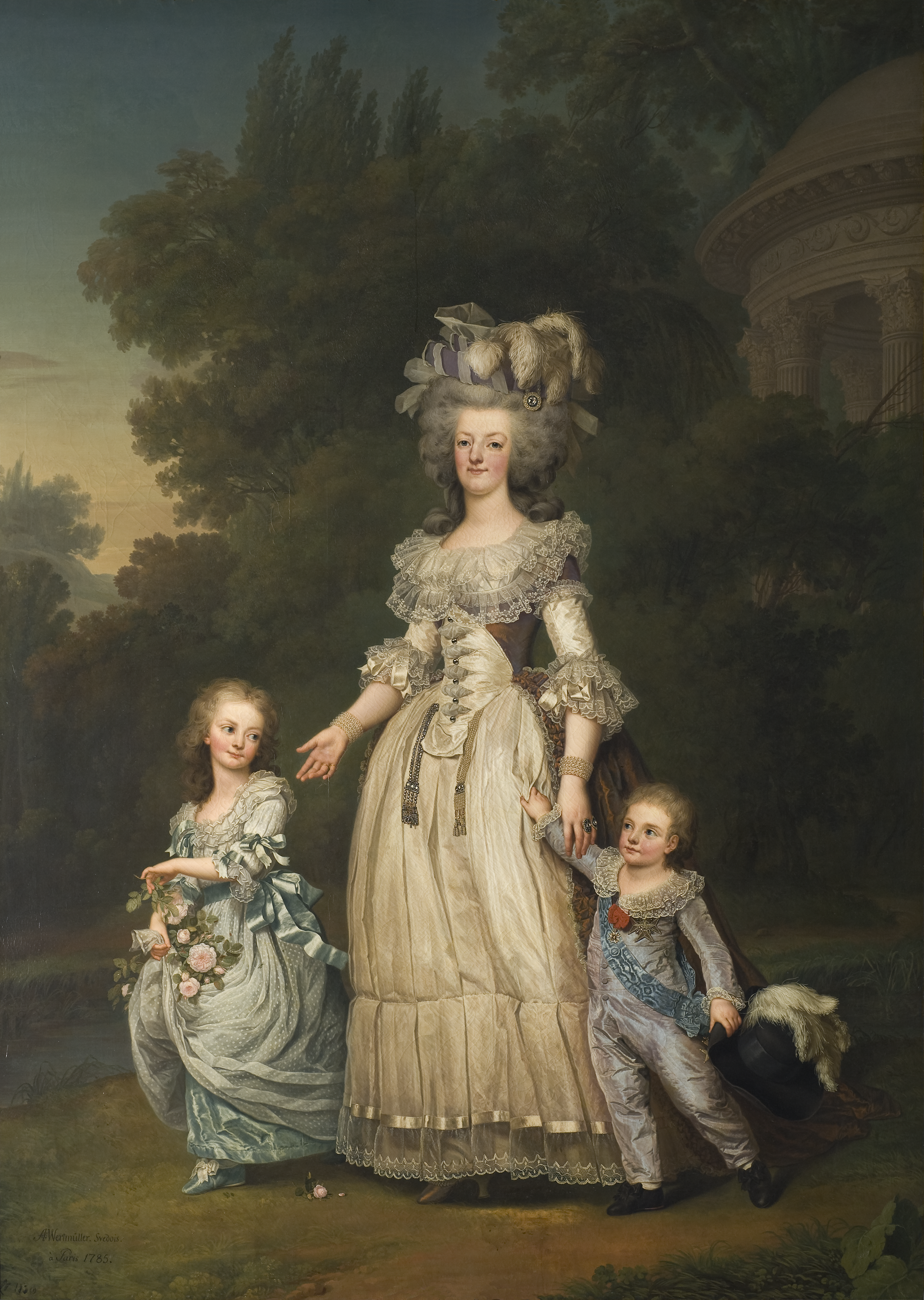
Marie Antoinette with two of her children (1785)
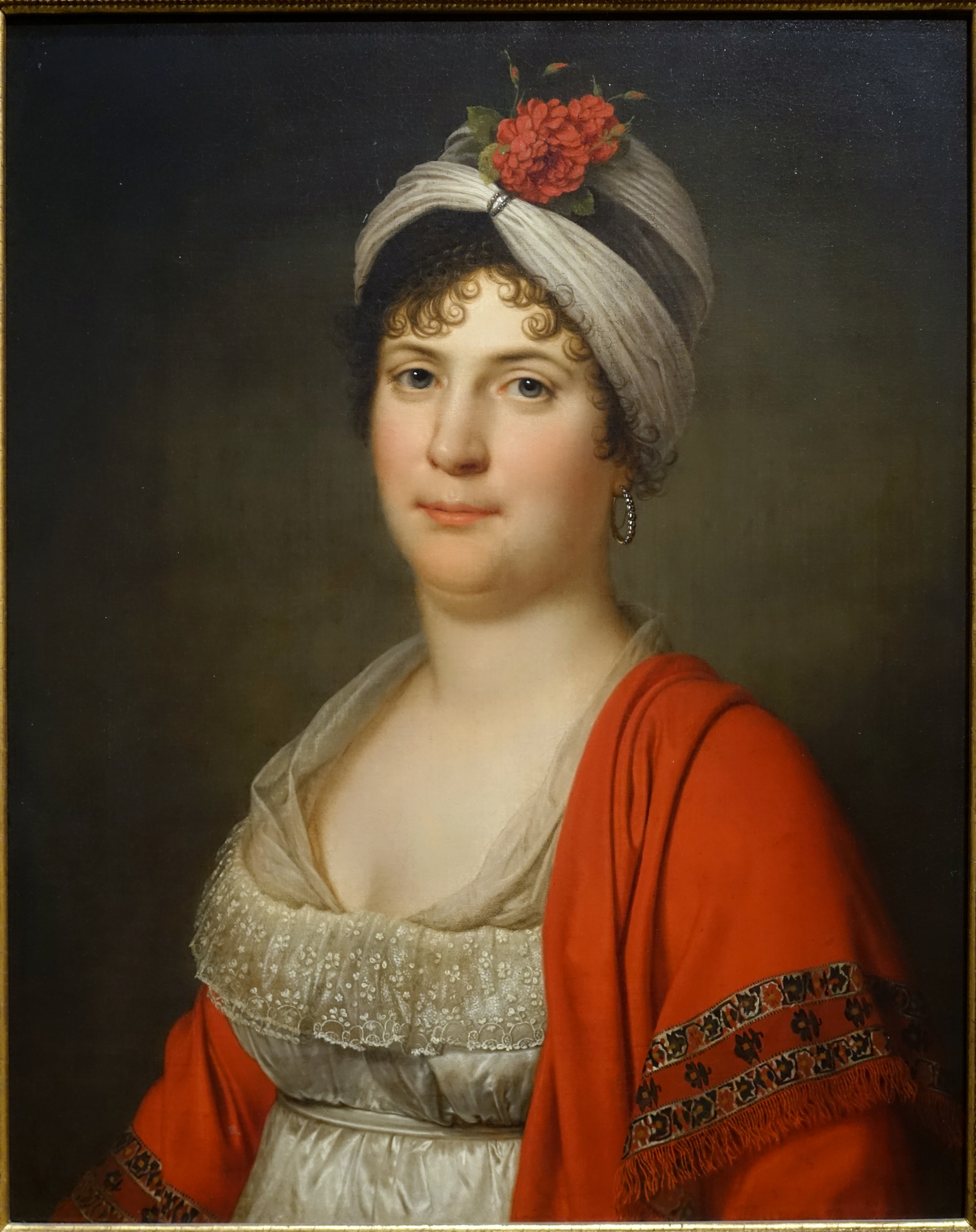
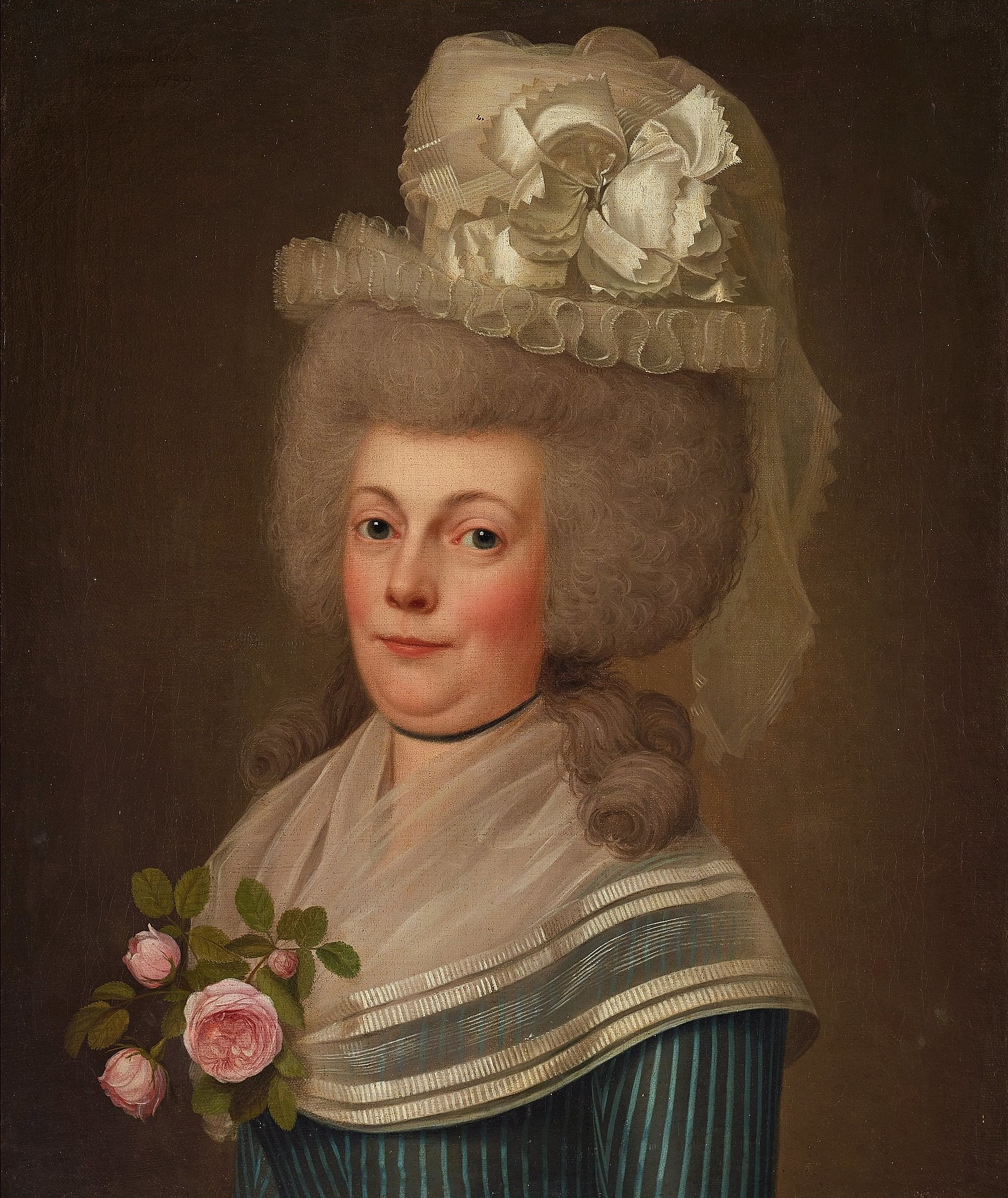